# Bahia absinthifolia
La margarita de la costa o Bahia absinthifolia es una especie de planta herbácea perteneciente a la familia de las asteráceas. Es originaria de México.

## Descripción
Son hierbas que alcanza un tamaño de hasta 60 cm de altura, tiene hojas divididas en foliolos, y flores amarillas en forma de pirámide; Los frutos son negros que no se abren cuando están secos, y tienen una corona de escamas amarillentas.

## Distribución y hábitat
Originaria de México. Habita en clima semiseco entre los 1150 y los 2300 metros, asociada al matorral xerófilo y pastizal.

## Propiedades
En Guanajuato se utiliza contra la diarrea, y en Durango para curar heridas y granos de la piel. El tratamiento incluye las hojas y el tallo o toda la parte aérea en cocimiento, administrado por vía oral o en forma de lavados.

## Taxonomía
Bahia absinthifolia fue descrita por George Bentham y publicado en Plantas Hartwegianas imprimis Mexicanas 18. 1839.
Sinonimia
- Eriophyllum absinthiifolium (Benth.) Kuntze	[3]

var. dealbata (A.Gray) A.Gray
- Bahia dealbata A.Gray
- Picradeniopsis dealbata (A.Gray) Wooton & Standl.